# Karrenwiesen
Koordinaten: 50° 49′ 11″ N, 10° 12′ 33″ O

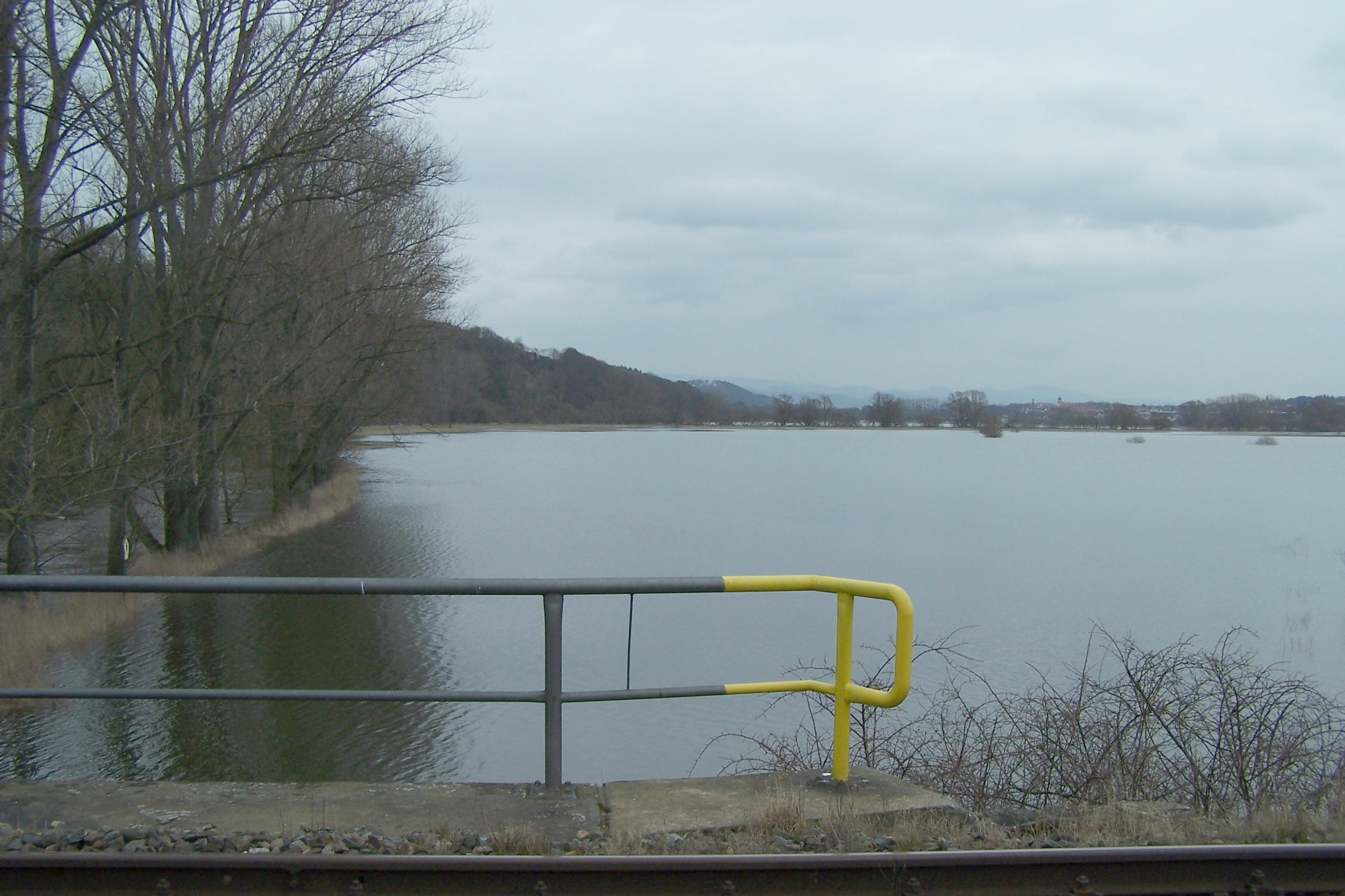
Naturschutzgebiet Karrenwiesen (März 2009)

Das Naturschutzgebiet Karrenwiesen liegt im Wartburgkreis in Thüringen. Es erstreckt sich nordöstlich des Kernortes Leimbach entlang der Werra. Am nördlichen Rand des Gebietes verläuft die Kreisstraße 97, nordöstlich und südöstlich verläuft die Landesstraße 2895 und südwestlich die B 62.

## Bedeutung
Das 37,2 ha große Gebiet mit der NSG-Nr. 225 wurde im Jahr 2005 unter Naturschutz gestellt.